# Philippe Briones
 (janvier 2019).
Pour les articles homonymes, voir Briones (homonymie).
Philippe Briones (né en 1970 à Dijon) est un dessinateur français.

## Biographie
Après des études aux Beaux-arts de Beaune et au CFT Goblins à Paris, il commence sa carrière en animation au studio Disney en 1994 sur Dingo et Max (Goofy Movie). Il y reste jusqu'à sa fermeture en décembre 2003. Il obtient le poste de superviseur clean-up sur le personnage de Tarzan adulte où il collabore pendant 2 ans avec Glen Keane. Parallèlement, il débute en 2002 une carrière d'auteur avec les Seigneurs d'Agartha et La Geste des Chevaliers Dragons, aux éditions Soleil. 
Il signe son premier contrat chez Marvel Comics en 2006, sur White Tiger. Il collabore à diverses mini-séries sur des personnages comme Namor, Iron Man, Spider Man, et X-Men jusqu'en 2015, où il est contacté par DC Comics. Il lui est proposé d'illuster Suicide Squad, puis un épisode de Flash, et œuvre actuellement[Quand ?] sur la série Aquaman. En parallèle, il continue de publier chez des éditeurs français, où il diversifie ses collaborations (Karate Boy, PSG Heroes). Co-scénariste, il illustre la série Geek Agency. Il achève en 2016 un album dans la collection 7 chez Delcourt (7 héros).

## Filmographie
- 1993 : Cartooners Associés  Baby Follies

Disney
- 1995 : Walt Disney Feature Television Dingo et Max
- 1996 : Walt Disney Feature Animation France
- 1997 : Hercule
- 1999 : Tarzan
- 1999 : Fantasia 2000
- 2000 : Kuzco, l'empereur mégalo
- 2001 : Atlantide, l'empire perdu
- 2002 : Pat, le club des méchants
- 2003 : Le Livre de la jungle 2
- 2003 : Frère des ours

## Publications

### Éditeurs français
Sauf mention contraire, Philippe Briones assure le dessin et / ou l'encrage.
Soleil Productions
- (2001-2002) : Les Seigneurs d'Agartha, tome 1 & 2.
- (2002-2006) : La Geste des Chevaliers Dragons, tomes 2 et 4.
- (2004) : Kookaburra Universe et plusieurs collectifs.
- (2015) : PSG Heroes, tome 1 & 2

Label Fusion (Soleil/Panini)
- (2008) : Wanderers, sur un scénario original de Chris Claremont).

Ankama
- (2012) : Karate boy
- (2013) : Geek Agency Tome 1 : Resident Geek, scénario original de Philippe Briones et Romain Huet, colorisation par Romain Huet.
- (2013) : Geek Agency Tome 2 : Dragon Geek, idem.

Delcourt
- (2016) : 7 Héros ( Collection 7, 3e saison).

### Éditeurs américains
Marvel Comics
- (2006) : White Tiger #1-5 : dessin ; encré par Don Hillsman.
- (2007) : Namor #1-6 : #1-3 dessin et encrage ; #4-6 dessin, encré par Scott Hanna.
- (2008-2009) : X-Men Legacy #216,219 et 225 : #216 dessin, encré par Scott Hanna ; #219 encré par Cam Smith et #225 dessin et encrage.
- (2009) : Mrs Marvel #245
- (2009) : Iron Man vs Whiplash #1-4
- (2010) : American Son #1-4
- (2010) : Iron Man Legacy #10-11 : dessin, encré par Jeff Huet.
- (2010) : Web of Spider man #7 & 12
- (2011) : Captain America Corps #1-5 En collaboration avec Roger Stern.
- (2013-2014) : Uncanny X- Force #13,14 et 15
- (2015) : X-Men

DC Comics
- (2015-2016) : Suicide Squad #8 to16
- (2015) : Suicide Squad Annuel #1
- (2016) : Flash #49
- (2016) : Aquaman #3-4-5
- (2016-17): Aquaman #11-12-14-15-19-20-22-24
- (2017-18): Justice League #22-37-41
- (2017): detective Comics #974 (2018): #979-985-986
- (2017); Suicide Squad #30 (2018) #43-47
- (2018): Justice league Odyssey #3-4
- (2018-19): Suicide squad Black files: Katana #1-2-3-4-5